# Federico Santander
Federico Javier Santander Mereles, meglio noto come Federico Santander (San Lorenzo, 4 giugno 1991), è un calciatore paraguaiano, attaccante dello Sp. Luqueño.
Viene soprannominato El Ropero, in italiano "L'Armadio".

## Caratteristiche tecniche
Di ruolo centravanti, è forte fisicamente oltre che bravo nei colpi di testa, nel tiro da fuori area e nel giocare di sponda. Si distingue anche per il temperamento con cui gioca.
Nelle giovanili del Club Guaraní ricopriva spesso il ruolo di mediano.

## Carriera

### Club

#### Guaranì, vari prestiti e Copenaghen
Debutta da professionista in patria con il Club Guaraní, segnando all'esordio contro il Tacuary il 26 aprile 2008, per poi passare in prestito al Tolosa nella stagione 2010-2011. Rientrato in Paraguay, viene successivamente prestato in Argentina al Racing Club e al Tigre senza però convincere e facendo nuovamente ritorno nel club dei suoi esordi.
Il 12 giugno 2015 il Copenaghen ha comunicato di aver trovato un accordo per l'acquisto a titolo definitivo: si trasferirà ai danesi dopo la semifinale di Copa Libertadores 2015 contro il River Plate. In Danimarca riesce a imporsi andando in doppia cifra in tutti e tre i campionati disputati: quattordici gol il primo anno, dodici a testa nei successivi due, per un totale di quarantotto gol in centododici presenze contando tutte le competizioni.

#### Bologna
Il 21 giugno 2018 passa a titolo definitivo al Bologna per sei milioni di euro. Con i felsinei gioca la sua prima partita in Serie A il 19 agosto 2018, partendo da titolare nella gara casalinga contro la S.P.A.L. terminata per 0-1. Segna il suo primo gol in Serie A il 23 settembre successivo in casa contro la Roma, fissando il punteggio sul 2-0 per i Felsinei. Il 3 febbraio 2019 realizza il gol del successo del club per 0-1 a San Siro contro l'Inter. Il 25 maggio 2019 segna la sua prima doppietta in Serie A con la maglia del Bologna nella sfida con il Napoli vinta per 3-2, laureandosi capocannoniere del Bologna in quella stagione alla pari di Riccardo Orsolini (8 reti), nonostante abbia avuto dei problemi fisici in stagione.
Nella stagione successiva segna il suo primo gol su rigore in Serie A nella sconfitta in trasferta contro il Cagliari (3-2), il 30 ottobre 2019. In questa stagione ha trovato meno spazio rispetto a quella precedente, tanto che quella al Cagliari è stata la sua unica rete stagionale in 24 partite.
Dopo aver saltato quasi tutta la stagione 2020-21 per infortunio, ritrova la rete in Serie A il 22 dicembre 2021 contro il Sassuolo nei minuti di recupero, a più di due anni dall'ultima volta.

#### Reggina e ritorno al Guaranì
Il 2 agosto 2022, Santander firma un contratto biennale con la Reggina, dove però colleziona solo tre presenze in cinque mesi.
Anche per questo motivo, il 26 gennaio 2023 la società amaranto lo cede in prestito al Guaraní fino al 30 giugno: l'attaccante ritorna così nella sua squadra d'origine dopo quasi otto anni.

### Nazionale
Ha esordito in nazionale maggiore il 9 ottobre 2010, nell'amichevole persa 1-0 con l'Australia. Il 4 giugno 2011 arriva il primo gol ai danni della Bolivia, in un'amichevole terminata 2-0 per l'Albirroja.
Il 20 ottobre 2018, dopo più di 7 anni, torna al gol nell'amichevole pareggiata 1-1 contro il Sudafrica.

## Statistiche

### Presenze e reti nei club
Statistiche aggiornate al 26 gennaio 2023.
| Stagione          | Squadra           | Campionato        | Campionato | Campionato | Coppa nazionali | Coppa nazionali | Coppa nazionali | Coppe continentali | Coppe continentali | Coppe continentali | Altre coppe | Altre coppe | Altre coppe | Totale | Totale |
| Stagione          | Squadra           | Comp              | Pres       | Reti       | Comp            | Pres            | Reti            | Comp               | Pres               | Reti               | Comp        | Pres        | Reti        | Pres   | Reti   |
| ----------------- | ----------------- | ----------------- | ---------- | ---------- | --------------- | --------------- | --------------- | ------------------ | ------------------ | ------------------ | ----------- | ----------- | ----------- | ------ | ------ |
| 2008              | Guaraní           | PD                | 5          | 1          | -               | -               | -               | -                  | -                  | -                  | -           | -           | -           | 5      | 1      |
| 2009              | Guaraní           | PD                | 19         | 5          | -               | -               | -               | CL                 | 1                  | 0                  | -           | -           | -           | 20     | 5      |
| 2010              | Guaraní           | PD                | 4          | 0          | -               | -               | -               | -                  | -                  | -                  | -           | -           | -           | 4      | 0      |
| 2010-2011         | Tolosa            | L1                | 23         | 5          | CF+CdL          | 1+1             | 0+0             | -                  | -                  | -                  | -           | -           | -           | 25     | 5      |
| 2011              | Guaraní           | PD                | 22         | 10         | -               | -               | -               | -                  | -                  | -                  | -           | -           | -           | 22     | 10     |
| 2012              | Guaraní           | PD                | 1          | 2          | -               | -               | -               | -                  | -                  | -                  | -           | -           | -           | 1      | 2      |
| 2012              | Racing Club       | PD                | 15         | 0          | CA              | 3               | 0               | CL                 | 0                  | 0                  | -           | -           | -           | 18     | 0      |
| 2012-2013         | Tigre             | PD                | 18         | 1          | -               | -               | -               | CS+CL              | 5+6                | 1+1                | -           | -           | -           | 29     | 3      |
| 2013              | Guaraní           | PD                | 16         | 5          | -               | -               | -               | CS                 | 4                  | 2                  | -           | -           | -           | 20     | 7      |
| 2014              | Guaraní           | PD                | 25         | 11         | -               | -               | -               | CL                 | 2                  | 0                  | -           | -           | -           | 27     | 11     |
| 2015              | Guaraní           | PD                | 17         | 5          | -               | -               | -               | CL                 | 12                 | 6                  | -           | -           | -           | 29     | 11     |
| 2015-2016         | Copenaghen        | SL                | 30         | 14         | CD              | 4               | 2               | UEL                | 2                  | 1                  | -           | -           | -           | 35     | 17     |
| 2016-2017         | Copenaghen        | SL                | 28         | 12         | CD              | 3               | 1               | UCL+UEL            | 9+4                | 4+0                | -           | -           | -           | 44     | 17     |
| 2017-2018         | Copenaghen        | SL                | 24         | 12         | CD              | 0               | 0               | UCL+UEL            | 6+2                | 2+0                | -           | -           | -           | 32     | 14     |
| Totale Copenaghen | Totale Copenaghen | Totale Copenaghen | 82         | 38         |                 | 7               | 3               |                    | 23                 | 7                  |             | -           | -           | 112    | 48     |
| 2018-2019         | Bologna           | A                 | 32         | 8          | CI              | 2               | 0               | -                  | -                  | -                  | -           | -           | -           | 34     | 8      |
| 2019-2020         | Bologna           | A                 | 24         | 1          | CI              | 1               | 0               | -                  | -                  | -                  | -           | -           | -           | 25     | 1      |
| 2020-2021         | Bologna           | A                 | 4          | 0          | CI              | 1               | 0               | -                  | -                  | -                  | -           | -           | -           | 5      | 0      |
| 2021-2022         | Bologna           | A                 | 7          | 1          | CI              | 0               | 0               | -                  | -                  | -                  | -           | -           | -           | 7      | 1      |
| Totale Bologna    | Totale Bologna    | Totale Bologna    | 67         | 10         |                 | 4               | 0               |                    | -                  | -                  |             | -           | -           | 71     | 10     |
| 2022-gen. 2023    | Reggina           | B                 | 3          | 0          | CI              | -               | -               | -                  | -                  | -                  | -           | -           | -           | 3      | 0      |
| gen.-dic. 2023    | Guaraní           | PD                | 22         | 5          | CP              | -               | -               | CS                 | 9                  | 6                  | -           | -           | -           | 31     | 11     |
| Totale Guaraní    | Totale Guaraní    | Totale Guaraní    | 131        | 44         |                 |                 |                 |                    | 28                 | 14                 |             |             |             | 159    | 58     |
| Totale carriera   | Totale carriera   | Totale carriera   | 339        | 98         |                 | 16              | 3               |                    | 62                 | 23                 |             | -           | -           | 417    | 124    |

### Cronologia presenze e reti in nazionale
| Cronologia completa delle presenze e delle reti in nazionale ― Paraguay | Cronologia completa delle presenze e delle reti in nazionale ― Paraguay | Cronologia completa delle presenze e delle reti in nazionale ― Paraguay | Cronologia completa delle presenze e delle reti in nazionale ― Paraguay | Cronologia completa delle presenze e delle reti in nazionale ― Paraguay | Cronologia completa delle presenze e delle reti in nazionale ― Paraguay | Cronologia completa delle presenze e delle reti in nazionale ― Paraguay | Cronologia completa delle presenze e delle reti in nazionale ― Paraguay |
| Data                                                                    | Città                                                                   | In casa                                                                 | Risultato                                                               | Ospiti                                                                  | Competizione                                                            | Reti                                                                    | Note                                                                    |
| ----------------------------------------------------------------------- | ----------------------------------------------------------------------- | ----------------------------------------------------------------------- | ----------------------------------------------------------------------- | ----------------------------------------------------------------------- | ----------------------------------------------------------------------- | ----------------------------------------------------------------------- | ----------------------------------------------------------------------- |
| 9-10-2010                                                               | Sydney                                                                  | Australia                                                               | 1 – 0                                                                   | Paraguay                                                                | Amichevole                                                              | -                                                                       | 75’                                                                     |
| 12-10-2010                                                              | Wellington                                                              | Nuova Zelanda                                                           | 0 – 2                                                                   | Paraguay                                                                | Amichevole                                                              | -                                                                       | 67’                                                                     |
| 17-11-2010                                                              | Hong Kong                                                               | Hong Kong                                                               | 0 – 7                                                                   | Paraguay                                                                | Amichevole                                                              | -                                                                       | 69’                                                                     |
| 4-6-2011                                                                | La Paz                                                                  | Bolivia                                                                 | 0 – 2                                                                   | Paraguay                                                                | Amichevole                                                              | 1                                                                       | 63’                                                                     |
| 8-6-2011                                                                | Luque                                                                   | Paraguay                                                                | 0 – 0                                                                   | Bolivia                                                                 | Amichevole                                                              | -                                                                       | 65’                                                                     |
| 23-6-2011                                                               | Asunción                                                                | Paraguay                                                                | 0 – 0                                                                   | Cile                                                                    | Amichevole                                                              | -                                                                       | 60’                                                                     |
| 8-10-2015                                                               | Puerto Ordaz                                                            | Venezuela                                                               | 0 – 0                                                                   | Paraguay                                                                | Qual. Mondiali 2018                                                     | -                                                                       | 73’                                                                     |
| 14-10-2015                                                              | Asunción                                                                | Paraguay                                                                | 0 – 0                                                                   | Argentina                                                               | Qual. Mondiali 2018                                                     | -                                                                       | 68’ 70’                                                                 |
| 1-9-2016                                                                | Asunción                                                                | Paraguay                                                                | 2 – 1                                                                   | Cile                                                                    | Qual. Mondiali 2018                                                     | -                                                                       | 67’                                                                     |
| 7-9-2016                                                                | Montevideo                                                              | Uruguay                                                                 | 4 – 0                                                                   | Paraguay                                                                | Qual. Mondiali 2018                                                     | -                                                                       | 46’                                                                     |
| 11-11-2016                                                              | Asunción                                                                | Paraguay                                                                | 1 – 4                                                                   | Perù                                                                    | Qual. Mondiali 2018                                                     | -                                                                       | 38’                                                                     |
| 24-3-2017                                                               | Asunción                                                                | Paraguay                                                                | 2 – 1                                                                   | Ecuador                                                                 | Qual. Mondiali 2018                                                     | -                                                                       | 64’                                                                     |
| 28-3-2017                                                               | San Paolo                                                               | Brasile                                                                 | 3 – 0                                                                   | Paraguay                                                                | Qual. Mondiali 2018                                                     | -                                                                       | 56’                                                                     |
| 2-6-2017                                                                | Rennes                                                                  | Francia                                                                 | 5 – 0                                                                   | Paraguay                                                                | Amichevole                                                              | -                                                                       | 58’                                                                     |
| 27-3-2018                                                               | Cary                                                                    | Stati Uniti                                                             | 1 – 0                                                                   | Paraguay                                                                | Amichevole                                                              | -                                                                       | 90’                                                                     |
| 12-6-2018                                                               | Innsbruck                                                               | Giappone                                                                | 4 – 2                                                                   | Paraguay                                                                | Amichevole                                                              | -                                                                       |                                                                         |
| 20-11-2018                                                              | Durban                                                                  | Sudafrica                                                               | 1 – 1                                                                   | Paraguay                                                                | Amichevole                                                              | 1                                                                       | 46’                                                                     |
| 6-6-2019                                                                | Ciudad del Este                                                         | Paraguay                                                                | 1 – 1                                                                   | Honduras                                                                | Amichevole                                                              | -                                                                       | 46’                                                                     |
| 9-6-2019                                                                | Asunción                                                                | Paraguay                                                                | 2 – 0                                                                   | Guatemala                                                               | Amichevole                                                              | -                                                                       | 89’                                                                     |
| 20-6-2019                                                               | Belo Horizonte                                                          | Argentina                                                               | 1 – 1                                                                   | Paraguay                                                                | Coppa America 2019 - 1º turno                                           | -                                                                       | 72’                                                                     |
| Totale                                                                  |                                                                         | Presenze                                                                | 20                                                                      |                                                                         | Reti                                                                    | 2                                                                       |                                                                         |

## Palmarès

### Club

#### Competizioni nazionali
- Campionato danese: 2

Copenaghen: 2015-2016, 2016-2017
- Coppa di Danimarca: 2

Copenaghen: 2015-2016, 2016-2017